# Desde esa noche
«Desde esa noche» es el primer sencillo de la cantante y actriz mexicana Thalía, extraído de su álbum Latina (2016). Fue lanzado el 29 de enero de 2016 a través de descarga digital, aunque en algunos países de Latinoamérica como México fue publicado desde el 28 de enero. Este exitoso Sencillo cuenta con más de 3 millones en ventas alrededor del mundo, con certificaciones en Estados Unidos, México, Brasil y España.
En 2020 es interpretado por una de las más importantes cantantes de México Tamaulipas "Dulce la cantante" en el programa reality show de televisa "Quién es la Máscara"
La canción cuenta con la colaboración del cantante y compositor colombiano Maluma, y está interpretada a base de ornamentos de banda-norteño y mariachi.
El 28 de julio de 2016 el video de «Desde esa noche», en vivo desde Premios Lo Nuestro llegó en cuatro meses a la suma de 100 000 000 obteniendo un Vevo Certified, y el tercero de Thalía. Actualmente es la presentación musical más vista en YouTube con más de Un Billón de visitas.
Poco tiempo después, en agosto del mismo año, el vídeo oficial también sobrepasó los 100 000 000 de reproducciones obteniendo otro Vevo Certified y cuarto de Thalía.

## Antecedentes
El primero de septiembre de 2015, la cantante había anunciado que ya se encontraba grabando un nuevo disco, la especulación se hizo aún mayor cuando la cantante publicó un nuevo tema, «Si alguna vez», el tema no fungió como primer sencillo para el nuevo material discográfico de la latina, sino que fue más parte del promocional de la telenovela producida por Rosy Ocampo y protagonizada por Maite Perroni, Antes muerta que Lichita, tema que fue estrenado el 12 de octubre de 2015. Durante una entrevista Thalía comentó que su nuevo sencillo sería lanzado el primer trimestre del 2016.
El 25 de enero de 2016, en su cuenta oficial de Instagram, publicó una foto con la leyenda "Nueva música muy pronto, New Music coming soon", días después la cantante hizo pública también en su misma cuenta otras imágenes...

“Me muero por tenerte aquí, pero me da miedo enamorarme de ti…”
Thalia

Finalmente como última leyenda fueron puestas las palabras «Siento mil cosas por ti, siento mil cosas y Pretty boy entonces dices que me quieres, me dices que me adoras...».

## Composición
"Desde Esa Noche" fue escrito por María Adelaida Agudelo, Pablo Uribe, Mauricio Rengifo, Sergio George y Maluma, y fue producido por George y coproducido por Armando Ávila. Es una canción de pop latino y reguetón, con "cuernos de mariachi y acordeón cumbiano", así como "florece banda / norteño". Su instrumentación consiste en acordeón, cuernos, trompetas y guitarras. Líricamente, la canción habla de un encuentro sensual entre dos personas que podrían transformarse en otra cosa, con los cantantes intercambiando líneas, como: "Desde esa noche solo pienso en ti" ("Desde esa noche solo pienso en ti") y "Me muero por tenerte aquí, pero me da miedo enamorarme de ti" ("Me muero por tenerte aquí, pero tengo miedo de enamorarme de ti").

## Presentación en vivo
Por primera vez juntos, Thalía y Maluma presentaron el nuevo sencillo «Desde esa noche», haciendo vibrar al público de Premio Lo Nuestro. Cabe destacar que esta presentación es la más vista de una premiación en la historia de YouTube, próxima al billón de vistas.
Como parte de promoción del sencillo, el 25 de febrero, por medio de su cuenta oficial en la página de videos de YouTube, la cantante público un video de los ensayos previo a dicha presentación.

## Recepción

### Crítica
El sitio web FMBox comentó respecto al dueto «Creativa y sin miedo al riesgo, Thalía nos sorprende y deleita con esta inesperada joya que traerá consigo la noticia de su próximo álbum que seguro pondrá a todos a bailar». Por su parte David López de Myusic hizo una descripción sobre el sencillo más en relevancia sobre la carrera de la cantante argumentando: «Thalía apuesta por la creatividad y el riesgo. Que una artista que no tiene nada que demostrar a estas alturas quiera seguir en esto ya es un hito, que lo haga de esta forma es algo inédito que no deberías dejar pasar por alto». Mientras que el sitio web de modas de la famosa revista americana Cosmopolitan, hizo una reseña favorable al sencillo al comentar que esta «De impacto, definitivamente fue la mejor decisión esta mezcla de voces, ¡Amamos este hit!».
La revista estadounidense de música Billboard publicó una encuesta sobre cuál canción con «ritmos de reggaetón» es mejor, la lista incluía el también recién estrenado sencillo de la cantante mexicana Paulina Rubio, «Si te vas», Thalía, desde la publicación de dicha pregunta lideró la encuesta, finalmente resultó ganadora el 11 de febrero con 4104 votos de diferencia a su favor.

## Lista de canciones
- Descarga digital
- "Desde Esa Noche" (Álbum Versión)
- "Desde Esa Noche" (Pop Versión)
- "Desde Esa Noche" (Pop Radio Edit)

## Video musical

### Desarrollo y grabación

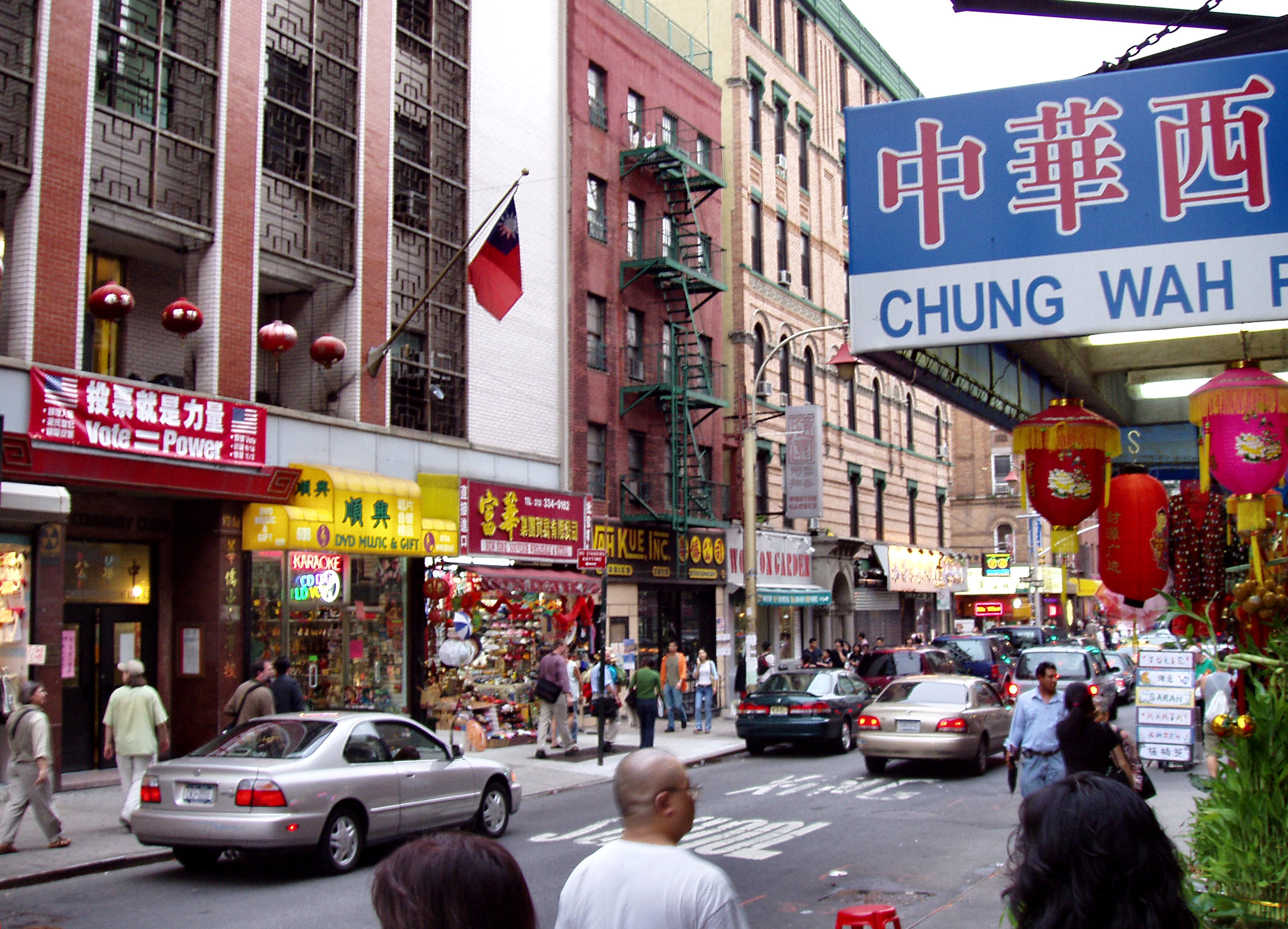
Chinatown, Manhattan escenario seleccionado para la grabación del video.

El video musical para el tema fue filmado por el renombrado director Carlos Pérez de Elastic People, tomando como escenario el barrio chino de Nueva York, tiene expectativas de que cautivará con seductoras imágenes, vestuarios sensacionales.
Las grabaciones del video comenzaron el 4 y 5 de febrero de 2016 en dicha ciudad. El video fue presentado el 18 de marzo.

## Posiciones en listas

### Semanales
| Lista (2016)                       | Posición más alta |
| ---------------------------------- | ----------------- |
| Argentina (Monitor Latino)         | 1                 |
| Argentina (Top 100 Digital)        | 1                 |
| Argentina (Top 100 Airplay)        | 1                 |
| México (Monitor Latino)            | 4                 |
| Top 20 Streaming (Amprofon)        | 14                |
| México (Los 40 Principales)        | 12                |
| Estados Unidos (Hot Latin Songs)   | 16                |
| US Latin Airplay (Billboard)       | 25                |
| US Latin Pop Airplay (Billboard)   | 2                 |
| US Latin Digital Songs (Billboard) | 5                 |
| US Spotify Velocity (Billboard)    | 10                |
| Music Charts (Youtube)             | 47                |
| España (PROMUSICAE)                | 1                 |
| Guatemala (Monitor Latino)         | 1                 |
| Venezuela (Record Report)          | 7                 |
| Chile (Top 100 Singles)            | 1                 |
| Chile Top 20 (Top 40 Charts)       | 1                 |
| Chile (Monitor Latino)             | 2                 |
| Chile (Los 40 Principales)         | 1                 |
| Ecuador (Monitor Latino)           | 1                 |

## Certificaciones
| Territorio     | Organismo certificador | Certificación               | Ventas certificadas |
| -------------- | ---------------------- | --------------------------- | ------------------- |
| Brasil         | Pro-Música Brasil      | Platino                     | 60,000              |
| España         | PROMUSICAE             | Platino                     | 40 000              |
| México         | AMPROFON               | Diamante + 2× Platino + Oro | 450 000             |
| Estados Unidos | RIAA                   | 2× Platino                  | 120 000             |